# Lionel Richard
 (février 2025).
Si vous disposez d'ouvrages ou d'articles de référence ou si vous connaissez des sites web de qualité traitant du thème abordé ici, merci de compléter l'article en donnant les références utiles à sa vérifiabilité et en les liant à la section « Notes et références ».
Lionel Richard, né en 1938, est professeur émérite à l'université de Picardie Jules-Verne. Il collabore régulièrement au Magazine littéraire, au Monde diplomatique et à l'Encyclopædia Universalis.

## Biographie

### Jeunesse et études
Lionel Richard est titulaire d'un diplôme de 3e cycle en littérature comparée avec une thèse soutenue en 1973 à l'université de Paris 3 sous la direction de Michel Cadot. Celle-ci est intitulée La nouvelle revue française devant l'Allemagne de 1909 à 1943.
Il est par ailleurs titulaire d'un doctorat en littérature comparée avec une thèse soutenue en 1987  dans la même université de Paris 3 et avec le même directeur. Celle-ci est intitulée « Recherches sur la place de l'Allemagne et de l'Autriche dans les relations interculturelles en Europe (1890-1945) ».

### Parcours professionnel
Lionel Richard commence ses travaux sur l’Allemagne dès 1971. Ses recherches et thèses sur l’histoire de l’Allemagne au XXe siècle et sur sa culture sont publiées dans de nombreux ouvrages, qui font l'objet de plusieurs traductions. Il traduit aussi, pour la première fois en français, la poétesse allemande Nelly Sachs, prix Nobel de littérature en 1966, qu'il fera découvrir en France.

## Publications

### Poésie
- La Voix des flammes, Éditions José Millas-Martin, 1957.
- Le Bois et la Cendre, Éditions Action poétique,1959.
- « Orphiques », dans Marginales, février 1967, no 112, p. 15-19.

### Essais
- Nazisme et littérature, Éditions Maspero, 1971.
- D'une apocalypse à l'autre - Sur l'Allemagne et ses productions intellectuelles de la fin du XXe siècle aux années trente, 10-18, 1976. Réédition: Somogy, 1998.
- Le Nazisme et la Culture, Éditions Complexe, 1999.
- Encyclopédie du Bauhaus, Somogy, 1986.
- La Vie quotidienne sous la République de Weimar, Hachette, 1991.
- L'Expressionnisme, Collection Petite encyclopédie, Somogy, 1993.
- Cabaret, cabarets, Plon, 1991.
- D’où vient Adolf Hitler ?, Paris, Autrement, 2000.
- Expressionnistes allemands - Panorama bilingue d'une génération, Complexe, 2001.
- Marchandise non dédouanée, Bruxelles, Didier Devillez éditeur, 2001

- Prix François-Coppée 2002 de l’Académie française
- L’aventure de l’art contemporain de 1945 à nos jours, Le Chêne, 2002.
- De l'exotisme aux arts premiers, Éditions Le Chêne, 2004.
- Arts premiers : l’évolution d’un regard,Le Chêne/Hachette, 2005.
- L’art et la guerre : les artistes confrontés à la Seconde Guerre mondiale, Hachette, 2005.
- Suite et séquelles de l’Allemagne nazie, Éditions Syllepse, 2005.
- Nazisme et barbarie, Complexe, 2006.
- Goebbels, Portrait d'un manipulateur, André Versaille éditeur, 2008.
- Emil Nolde ou l'obsession de peindre envers et contre tout, Paris, L'échoppe, 2008.
- Comprendre le Bauhaus, Gollion/Paris, éditions Infolio, 2009.
- Comprendre l'expressionnisme, Gollion/Paris, éditions Infolio, 2012.
- Avant l'apocalypse : Berlin 1919-1933 , Autrement, 2013.
- Malheureux le pays qui a besoin d'un héros : La fabrication d'Adolf Hitler, Autrement, 2014.

### Traductions
- Nelly Sachs, Brasier d’énigmes et autres poèmes, Paris, Denoël, 1967.
- Nelly Sachs, Présence à la nuit et autres poèmes, Paris, Gallimard, 1969.
- Georg Büchner, Lenz, Paris, éditions Mille et une nuits, 1997.